# Mantoudi-Limni-Agia Anna
Mantoudi-Limni-Agia Anna (Nieuwgrieks: Μαντούδι-Λίμνη-Αγία Άννα) is sedert 2011 een fusiegemeente (dimos) in de Griekse bestuurlijke regio (periferia) Centraal-Griekenland.
De drie deelgemeenten (dimotiki enotita) van de fusiegemeente zijn:
- Elymnioi (Ελύμνιοι)
- Kireas (Κηρέας)
- Nileas (Νηλέας)